# Digitothyrea polyglossa
Digitothyrea polyglossa är en lavart som först beskrevs av William Nylander och som fick sitt nu gällande namn av Morreno & Egea. 
Digitothyrea polyglossa ingår i släktet Digitothyrea och familjen Lichinaceae.   Inga underarter finns listade i Catalogue of Life.